# Banchopsis caudata
Banchopsis caudata är en stekelart som beskrevs av Dmitriy R. Kasparyan och Ruiz-cancino 2001. Banchopsis caudata ingår i släktet Banchopsis och familjen brokparasitsteklar. Inga underarter finns listade.